# Just For Laughs Gags
Just For Laughs Gags（）は、カナダのコメディ番組。
コメディ・フェスティバルJust for Laughsのひとつであるこの番組は、カナダのコメディ・ネットワークとCBC(国営放送)で放送されている。
アメリカ合衆国ではテレムンドで放送されており、本編中に会話や字幕がほとんどなく、言葉が分からなくても楽しめるため、世界中の多くの航空会社で機内プログラムとして採用されている。また、カナダ国外でもさまざまなバージョンが作られた。

## 概要
街の中に隠しカメラを設置し、街の人々にちょっとしたいたずらをするという、いわゆるドッキリ番組。
番組中に音楽は流れるが、人々の会話といった音声はほぼカットされ、笑い声といった効果音が入る。
撮影は主にモントリオールの下町やケベックで行われることが多いが、アメリカ合衆国やメキシコで撮影された回もある。

### イタズラの一例
- 茂みの中から変な声が聞こえ、通りかかった人が茂みをのぞくとエイリアンが飛び出してくる。
- 公園に棺桶が放置されており、それを通りかかった人がのぞくと棺桶から手が出てくる。

## 外国版
Just For Laughs
アメリカ合衆国版。司会はリック・ミラー。
Just for Laughs
北アイルランド版
Just For Laughs Gags Asia
シンガポール版。2010年より放送。
ドッキリ!ギャグタイム
日本版。ビーエスFOXで放送されている。日本航空、全日空の機内プログラムの一つとしても視聴することが可能。